# Fuencemillán
Fuencemillán település Spanyolországban, Guadalajara tartományban. Fuencemillán Cogolludo, Espinosa de Henares és Montarrón községekkel határos. Lakosainak száma 85 fő (2024).

## Népesség
A település népessége az utóbbi években az alábbiak szerint változott:
| Lakosok száma | 109  | 108  | 113  | 130  | 139  | 102  | 100  | 86   | 86   | 85   |
|               | 2001 | 2004 | 2006 | 2009 | 2011 | 2014 | 2016 | 2019 | 2021 | 2024 |